# Günter Urban
Günter Urban (* 6. Oktober 1926 in Bochum; † 27. Juni 2017 in Aachen) war ein deutscher Bauhistoriker und Hochschullehrer. Er war von 1972 bis 1992 Inhaber des Lehrstuhls für Baugeschichte und Denkmalpflege an der Rheinisch-Westfälischen Technischen Hochschule Aachen.

## Leben und Wirken
Urban studierte von 1947 bis 1953 an den Universitäten Frankfurt am Main und Pisa Kunstgeschichte, Archäologie und Volkskunde.
Er wurde 1953 bei Harald Keller am Kunstgeschichtlichen Institut in Frankfurt mit der Arbeit Der Vierungsturm bis zum Ende des romanischen Stils unter besonderer Berücksichtigung der deutschen Entwicklung zum Dr. phil. promoviert.
1954 wurde Urban Stipendiat an der Bibliotheca Hertziana und beschäftigte sich schwerpunktmäßig mit der Frührenaissance in Rom. 1956 wurde er Wissenschaftlicher Assistent an der Hertziana, 1958 wechselte er in dieser Tätigkeit an die Universität Bonn.
1960 wurde Urban vom Senat der Max-Planck-Gesellschaft als Nachfolger des tödlich verunglückten Hanno Hahn zum Leiter des Referats für Süditalienische Kunstforschung der Hertziana ernannt.
1969 habilitierte sich Urban an der Universität Frankfurt mit der Arbeit Studien zur langobardischen und romanischen Kirchenarchitektur und Bauplastik in Campanien. 1970 wurde er Privatdozent in Frankfurt am Main. 
1972 erhielt er als Nachfolger von Willy Weyres den Ruf auf den Lehrstuhl für Baugeschichte und Denkmalpflege an der Fakultät für Architektur der RWTH Aachen. Urban engagierte sich in hohem Maße in der Selbstverwaltung der Hochschule. Er war 1977 bis 1979 Dekan der Fakultät für Bauwesen. 1979 war er Prorektor, 1980 bis 1984 Rektor der RWTH Aachen, 1982 bis 1985 Vorsitzender der Landesrektoren-Konferenz Nordrhein-Westfalen. 1986/87 war er Dekan der Fakultät für Architektur.
Günter Urban wurde für sein Lebenswerk mit dem Verdienstorden des Landes Nordrhein-Westfalen ausgezeichnet. Seine vielfältigen Forschungsaktivitäten umfassten neben der europäischen Bau- und Kunstgeschichte, die archäologische Forschung in der bronzezeitlichen Induskultur.
Zu seinen Schülern und Doktoranden zählte Klaus Winands, der spätere Landeskonservator von Mecklenburg-Vorpommern, der nach seiner Promotion 1987 bis 1991 als Hochschulassistent am Lehrstuhl für Baugeschichte und Denkmalpflege tätig war.

## Veröffentlichungen (Auswahl)
- Der Vierungsturm bis zum Ende des romanischen Stils unter besonderer Berücksichtigung der deutschen Entwicklung, Frankfurt a. M. 1953.
- Die Kirchenbaukunst des Quattrocento in Rom. Eine bau- und stilgeschichtlihe Untersuchung, München 1962.
- Der Tempietto in Vicovaro und Domenico da Capo d'Istria. In: Festschrift für Herbert von Einem. Berlin 1965, S. 266–291.
- Zum Neubau-Projekt von St. Peter unter Papst Nikolaus V. In: Festschrift für Harald Keller. Darmstadt 1963, S. 131–173.
- Die Klosterakademie von Montecassino und der Neubau der Abteikirche im 11. Jahrhundert. In: Römisches Jahrbuch für Kunstgeschichte. Bd. 15 (1975), S. 11–23.
- Forschungsprojekt DFG Mohenjo-Daro – Dokumentation in der Archäologie. Techniken, Methoden, Analysen. Aachen 1983.
- mit Michael Jansen: The Architecture of Mohenjo-Daro. New Delhi 1984.
- Vergessene Städte am Indus. Frühe Kulturen in Pakistan vom 8.–2. Jahrtausend vor Christus. Mainz 1987.